# Арно Алманн
Арно Алманн (нар. 22 жовтня 1950) — естонський викладач, юрист і політичний діяч. Депутат парламенту ЕРСР (1985—1990), ректор Естонської бізнес-школи (2012—2020).

## Біографія
У 1974 році закінчив юридичний факультет Тартуського державного університету.
З 1973 по 1992 працював на різних політичних і державних посадах в ЕРСР:
- Член Естонської ленінської комуністичної молодіжної організації (ELKNÜ) з 1967 року
- 1973 Член Комуністичної партії Радянського Союзу (КПРС)[1]
- 1973—1975 секретар Тартуського міського комітету ELKNÜ, завідувач шкільного відділу
- 1976—1984 Керівник відділу пропаганди та агітації Тартуського міського комітету КПЕ[1]
- 1984—1988 Перший секретар ЦК Естонської ленінської комуністичної молодіжної організації[1]
- 1985–1990 депутат XI складу Верховної Ради Естонської РСР.
- 1986 На XIX Конгресі КПЕ обраний членом ЦК КПЕ.
- У 1987—1989 роках навчався в Академії суспільних наук при ЦК Комуністичної партії Радянського Союзу в Москві.
- 1988—1990 Завідувач відділу та секретар Верховної Ради при Президії Верховної Ради Естонської РСР
- 1990—1991 Секретар Президії Верховної Ради
- 1991—1992 Державний радник Голови Верховної Ради

З 1994 по 1999 рік працював в Естонському інституті адміністративного менеджменту на посадах завідувача, проректора з навчальної, а пізніше науково-дослідної роботи.
У 1997—1999 роках отримав ступінь доктора соціальних наук у Талліннському технологічному університеті захистивши наукову роботу на тему «Теоретичні основи місцевого самоврядування та розвиток правової організації в Естонії».
З 2000 року в Естонській бізнес-школі професор кафедри права та державного управління. У 2012–2020 Ректор Естонської бізнес-школи
Як експерт і консультант бере участь у ряді міжнародних і національних програм, серед яких Естонська рада з оцінки вищої та професійної освіти (EKKA), Естонська рада з оцінки вищої освіт та Юридична експертна комісія Президента Республіки. Був співавтором коментованих видань Конституції Естонської Республіки.

## В Україні
У 2015—2018 роках неодноразово відвідував Тернопіль у складі делегації Естонської бізнес-школи, де брав участь у проєктах і заходах пов'язаних з Тернопільською бізнес-школою.
У грудні 2018 року відвідав Київ, де з нагоди виписку у приміщенні Посольства Естонії в Україні відбувся прийом для випускників і викладачів Тернопільської бізнес-школи за участю Надзвичайного і Поважного Посла Естонії в Україні Ґерта Антсу та делегації Естонської бізнес-школи.

## Праці
2016 Арно Альманн, Юта Тікк. «Інтегрована модель фінансового менеджменту для організацій державного сектору: приклад Естонії». // Journal of Management and Change, 1/2 (34/35). Сторінки 123−137

## Відзнаки
- Почесна медаль ЦК Естонської ленінської комуністичної молодіжної організації
- Орден Державного Герба «За заслуги» II ступеня
- Почесний професор Західноукраїнського національного університету[8]